# Villa Levi-Tedeschi
Villa Levi-Tedeschi è un edificio in stile neoclassico situato all'interno di un ampio parco in via Emilia Ovest 62, in zona Crocetta a Parma.

## Storia
La villa, progettata dall'architetto Paolo Gazola, fu edificata tra il 1822 e il 1825 per volere di Antonio e Lodovico Laurent, su un terreno, all'epoca posto tra le campagne di Valera, acquistato all'asta nel 1821 e in precedenza appartenente alla congregazione sul Suffragio di San Vitale; i due fratelli, ricchi banchieri della duchessa di Parma Maria Luigia, negli anni successivi vi ospitarono in numerose occasioni la sovrana, che, oltre a presenziare alle sontuose feste, più volte vi incontrò segretamente Adam Albert von Neipperg.
In seguito al grave dissesto finanziario che colpì i proprietari e alle numerose cause legali che si protrassero per anni pure dopo la morte di entrambi i fratelli, tra il 1862 e il 1863 tutti i loro beni furono liquidati e la tenuta di Valera, comprendente anche il parco e le scuderie, fu messa all'asta e acquistata da Michele Levi, che aveva sposato la nobildonna Emilia Guimet, vedova di Attilio Portalupi. In seguito alla loro scomparsa, la villa fu ereditata dalla figlia di primo letto di Emilia, Maria Portalupi, che, coniugata con Guido Tedeschi, la trasmise ai figli e poi ai nipoti.
Nel 1960 la sfarzosa villa fu scelta quale set per le riprese del film La ragazza con la valigia di Valerio Zurlini, con Claudia Cardinale. L'anno successivo l'edificio fu sottoposto a lavori di restauro. In seguito, vi furono girate alcune scene nel 1992 del film C'è Kim Novak al telefono e nel 2003 di una puntata della prima serie di R.I.S. - Delitti imperfetti.
Nel 2008 furono avviati i restauri di una parte delle ex scuderie, trasformate in abitazioni.

## Descrizione
Il parco di forma pressoché rettangolare si estende a sud della via Emilia; nel mezzo, la villa, affiancata a sud-est dall'edificio a U delle ex scuderie, è preceduta da un viale rettilineo affiancato da siepi che conduce al monumentale cancello d'ingresso.

### Villa

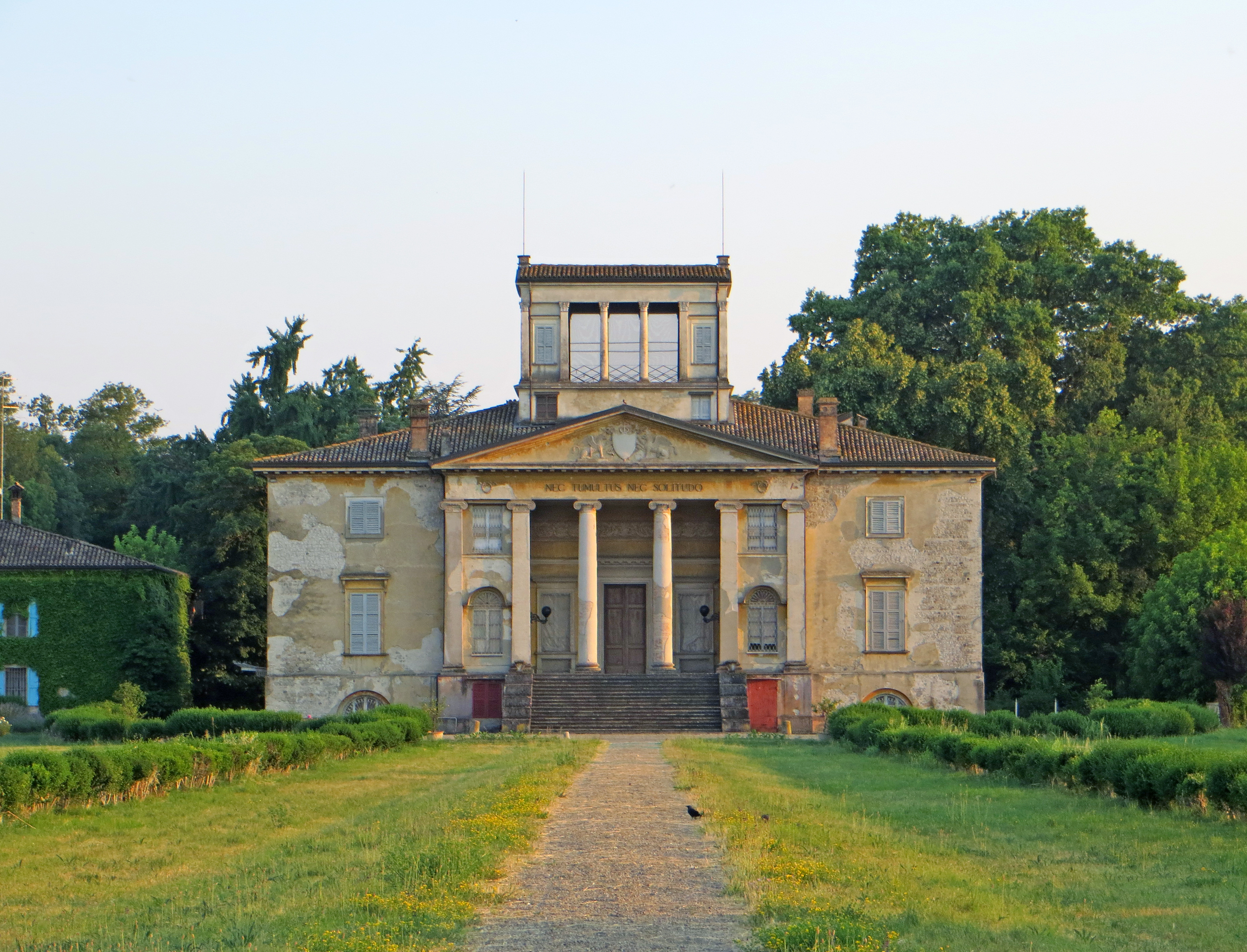
Facciata della villa

La villa si sviluppa su una pianta rettangolare, con ingresso a nord.
La simmetrica facciata principale è preceduta da un'ampia scalinata centrale, che conduce all'ingresso. Il corpo centrale è scandito in cinque parti da quattro lesene ai lati e due colonne ioniche d'ordine gigante nel mezzo, ove si apre un porticato su due livelli, coperto da una volta affrescata a chiaroscuro; il portale d'accesso è delimitato da una cornice architravata e affiancato da due alte finestre; a coronamento, oltre l'architrave decorato con l'epigrafe NEC TUMULTUS NEC SOLITUDO (Né tumulto né solitudine in latino), si staglia un largo frontone triangolare, al cui centro campeggia lo stemma della famiglia Laurent. Le due ali presentano due livelli di finestre incorniciate, oltre il piano seminterrato caratterizzato dalle aperture a lunetta. Nel mezzo del tetto a quattro falde si eleva un'alta torretta con copertura a capanna; al centro dei due prospetti nord e sud si apre un loggiato passante, retto da esili colonnine con capitelli corinzi, che proseguono sotto forma di lesene lungo l'intero perimetro.
Il prospetto posteriore, suddiviso in tre parti di cui la centrale in lievissimo aggetto, è caratterizzato dalla scalinata a rampe contrapposte che conduce al portale d'ingresso, delimitato da cornice e frontone triangolare superiore e sormontato da meridiana; ai lati si aprono due finestre incorniciate e architravate. Le due ali presentano due coppie di aperture su due livelli, anch'esse delimitate da cornice, oltre alle lunette del piano seminterrato.
All'interno si accede al monumentale androne passante, coperto da una volta a padiglione decorata con affreschi a chiaroscuro raffiguranti scene mitologiche, realizzati dalla scuola di Giovan Battista Borghesi; le pareti della sala, arredata con mobili d'epoca, sono tappezzate con le carte da parati ottocentesche, dipinte a mano, mentre dal centro del soffitto pende un grande lampadario.
Gli ambienti adiacenti su entrambi i lati, coronati da volte a padiglione con affreschi sul contorno, sono anch'essi arredati con mobili antichi e ornati sulle pareti con tappezzerie ottocentesche, tra cui spiccano quella della manifattura Joseph Dufour che decora la sala da biliardo, raffigurante le Storie di Psiche, e quella del salone, rappresentante una serie di drappeggi.
Al piano seminterrato, tra i numerosi ambienti di servizio, spicca la sala da pranzo coperta da una grande volta, ornata con affreschi neoclassici a motivi pompeiani, eseguiti da Giovan Battista Borghesi, autore anche dei dipinti delle lunette sopraporta.
L'edificio conserva ancora i campanelli dell'impianto elettrico originario, tra i primi realizzati in Italia.

### Parco

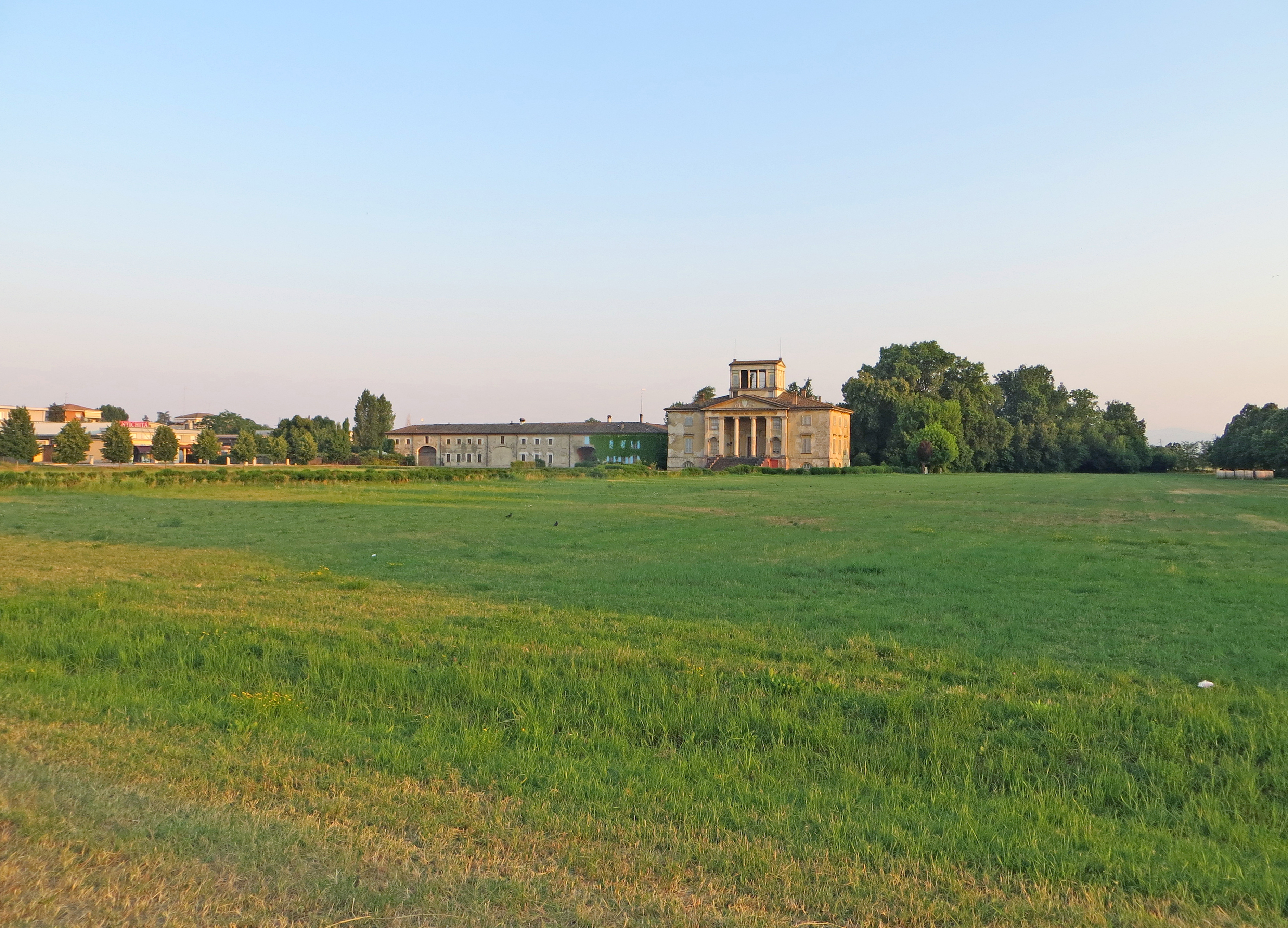
Il parco antistante alla villa

L'ampio parco si sviluppa a nord e a sud della villa. La porzione settentrionale a prato, delimitata a est e ovest da filari di piante, è attraversata dal vialetto centrale d'ingresso, che conduce al piazzale circolare, delimitato da una siepe. La porzione meridionale di gusto romantico, a bosco, è caratterizzata dal vialetto pedonale in asse con la villa, che, oltrepassata una fontana centrale, si addentra tra gli alberi fino al laghetto.